# Pós-fordismo
Em geral o pós-fordismo é conceito utilizado para definir um modelo de gestão produtiva que se diferencia do fordismo, no que se refere, em especial, a organização do trabalho e da produção. Assim, ao invés de centrar-se na produção em massa, característica do fordismo, o modelo pós-fordista fundamenta-se na ideia de flexibilidade. Por isso, trabalha com estoques reduzidos, voltando-se para a fabricação de pequenas quantidades. A finalidade desta forma de organização é a de suprir a demanda colocada no momento exato (just in time), bem como atender um mercado diferenciado, dotado de públicos cada vez mais específicos. Deste modo, neste regime os produtos somente são fabricados ou entregues a tempo de serem comercializados ou montados. Isto permite que a indústria possa acompanhar as rápidas transformações dos padrões de consumo. O Sistema Toyota de Produção ou simplesmente toyotismo, idealizado pelo engenheiro mecânico japonês Taiichi Ohno é considerado um dos expoentes do pós-fordismo (Lavinas, 2009).
Pós-fordismo: uma definição mais ampla Todavia,o pós-fordismo pode ser compreendido de forma mais ampla: como um dos paradigmas da teoria do pós-industrialismo, formulado por pensadores marxistas (KUMAR, 1997). Neste sentido, é utilizado para designar não apenas um novo modelo de gestão produtiva, mas também o período de mudanças do capitalismo que foi acompanhado da ascensão de novas configurações da organização industrial e da vida social e política. Estas transformações foram originadas a partir da crise estrutural do fordismo, desencadeada no início dos anos 1970 (KUMAR, 1997); (HARVEY, 2008).
De acordo com David Harvey (2008, p. 135) esta crise ocorreu, principalmente, em função da incapacidade de o fordismo absorver as demandas geradas pelo sistema capitalista. Esta incapacidade derivava daquilo que este autor chamou de rigidez. “Rigidez dos investimentos de capital fixo de larga escala e de longo prazo em sistemas de produção em massa, que impediam a flexibilidade do planejamento (…)". "Rigidez nos mercados, na alocação e nos contratos de trabalho”. Qualquer tentativa de superar esses problemas de rigidez esbarrava nas manifestações da classe trabalhadora. Por conseguinte, esta rigidez acabava perpassando os compromissos assumidos pelo Estado que, para manter a legitimidade do sistema, sob pressão intensificava os investimentos em programas de assistência social (HARVEY, 2008).
Ainda segundo Harvey (2008) também contribuíram para a crise do fordismo fatores como:
- Os impactos dos choques do petróleo na economia ocorrido em 1973;
- O surgimento da concorrência japonesa, com sua nova concepção de gestão e produção automobilística;
- Mudanças tecnológicas;
- Fusões e incorporações de empresas;
- Desigualdades entre os setores de trabalho no interior do sistema fordista;
- Surgimento de novas necessidades no que se refere ao consumo.

A consequência de todos estes acontecimentos foi o rompimento dos padrões e práticas capitalistas assentadas no modelo produtivo fordista que, segundo David Harvey (2008), conduziu à ascensão de um novo modelo de acumulação, associado a um novo sistema de regulamentação política e social, por ele chamado de regime de acumulação flexível, mas que para outros autores, como observa Kumar (1997), pode ser definido como pós-fordismo.
Segundo Harvey (2008), neste regime ocorreu a substituição de um modelo de produção e acumulação calcado na rigidez produtiva, por um regime fundamentado em uma maior flexibilidade dos processos, produtos, padrões de consumo, mercados e da organização do trabalho.
O resultado foi a emergência de novos setores de produção, novas modalidades de serviços financeiros, novos mercados e, em especial, a ascensão de altas taxas de inovação comercial, tecnológica e organizacional, com intuito de garantir que o sistema produtivo seja capaz de operar dentro de contextos que exigem rápidas mudanças, adaptando-se continuamente às variações da demanda (HARVEY, 2008).
Em virtude da ascensão do regime pós-fordista, o mercado de trabalho assistiu a um período de reestruturação que contou com fatores como: a emergência da flexibilidade nos contratos de trabalho, o surgimento da figura do trabalhador temporário, a subcontratação, a terceirização, a precarização da mão de obra, o desemprego estrutural, a diminuição dos salários e, por conseguinte, o enfraquecimento dos sindicatos trabalhistas.
No que se refere à organização industrial, foi introduzida a obsolescência planejada dos produtos, dada a intensidade das inovações colocadas no mercado, intensificou-se o uso de novas tecnologias de automação e ocorreu uma dispersão espacial das fábricas pelo globo, ocasionado uma descentralização da produção. Além disso, assistiu-se também a um aumento das propagandas para fomentar o consumo (HARVEY, 2008).
A razão pela qual o modelo pós-fordista surgiu no Japão se deve a questões histórico-econômicas do próprio Japão, nos anos de 1950. Uma das razões é o mercado estrito do Japão, que fez com que ele não pudesse adotar o regime americano de produção em massa, que pressupunham expansão e consumo em massa. Uma outra razão se deve a particular situação econômica Japonesa naquele período. Na origem do novo modo de produção, a Toyota passou por uma crise financeira (1949), consequência de uma política de austeridade fiscal levada a cabo pelo governo japonês em 1948 e, adiante, uma crise na venda de produtos, isso impôs a empresa a colocar sua diretoria a dispor de um grupo bancário, que pede adaptação de quantidade de automóveis produzidos ao que é vendido e uma redução drástica dos empregados; uma greve (1950), vista como a última tentativa de resistência da classe operária organizada em sindicatos de indústria no Japão, gerando uma crise no sindicalismo e sua derrota, ao passar de sindicato de empresa para sindicato interno, assim puderam impor as práticas do engenheiro Taiichi Ohno, correspondente japonês de Taylor, que fazia necessidade de um trabalhador imbuída do espírito da empresa, fiel aos objetivo; e a Guerra da Coreia (1950) que fez a Toyota continuar sua grande produção para os EUA sem aumentar o efetivo de pessoas.